# Девід Міллер
Девід Міллер (англ. David Miller; 28 листопада 1909 — 14 квітня 1992) — американський кінорежисер, який зняв різноманітні фільми, такі як Біллі Кід (1941) з Робертом Тейлором і Браяном Донлеві, «Літаючі тигри» (1943) з Джоном Уейном і «Щаслива любов» (1949) з братами Маркс.
У 2009 році Емануель Леві писав, що «Самотні відважні» (1962) із Кірком Дугласом у головній ролі «є найдосконалішим фільмом Девіда Міллера, який режисує з красномовним відчуттям пейзажу та увагою до характеру». Інші вважають, що найкращий фільм Міллера — його нуар-трилер 1952 року за участі Джоан Кроуфорд «Раптовий страх» з Джеком Пелансом і Глорією Грем. «Раптовий страх» був номінований на чотири премії «Оскар» за найкращу жіночу роль (Кроуфорд), найкращу чоловічу роль (Паланс), найкращий дизайн костюмів та найкращу операторську роботу Чарльза Ленга, але провалився у прокаті.